# دونالد هايز
دونالد هايز (بالإنجليزية: Donald Hayes)‏ هو لاعب كرة قدم أمريكية أمريكي، ولد في 13 يوليو 1975 في سنشري في الولايات المتحدة.

## وصلات خارجية
- دونالد هايز على موقع كلية كرة السلة في سبورتس رفرنس.كوم (الإنجليزية)
- دونالد هايز على موقع مرجع كرة القدم المحترفة.كوم (الإنجليزية)